# Procainamidă
Procainamida este un medicament din clasa antiaritmică utilizat pentru tratamentul aritmiei cardiaces. Acesta este clasificat de sistemul cClasificarea Vaughan Williams la clasa Ia; astfel, este un blocant al canalelor de sodiu al cardiomiocite. În plus față de blocarea INa curentă, acesta inhibă IKr redresor K + curent. Procainamida este, de asemenea, cunoscut pentru a induce un bloc de tensiune-dependente de canal deschis pe batrachotoxină (BTX)activat canale de sodiu în cardiomiocite.